# Аткинсон, Роуэн
Ро́уэн Себа́стьян А́ткинсон (англ. Rowan Sebastian Atkinson; род. 6 января 1955, г. Консетт, Дарем, Англия, Великобритания) — британский актёр театра, кино, телевидения и озвучивания, сценарист, продюсер и писатель. Наиболее известен в мире комической ролью Мистера Бина в одноимённом телесериале. Лауреат двух премий «BAFTA» (1981, 1990), вторая из которых была получена за роль в ситкоме «Чёрная Гадюка».

## Биография
Родился в семье Эрика Аткинсона, фермера и директора компании, и Эллы Мэй Бэмбридж. У Роуэна есть два старших брата — Родни и Руперт, третий брат Пол скончался в младенчестве.
Будущий актёр учился в подготовительной школе Чористер при Даремском соборе вместе с будущим премьер-министром Великобритании Тони Блэром. Блэру было 13, когда Аткинсона перевели в ту же школу в возрасте 11 лет. Потом Роуэн окончил школу Сэнт-Бис в графстве Камбрия. В 1975 году окончил Ньюкаслский университет, где изучал электротехнику. Получил степень магистра по электротехнике в оксфордском Куинз-колледже (с 2006 года — почётный член этого колледжа).

## Семья
С 1990 года по 10 ноября 2015 года Роуэн Аткинсон был женат на гримёрше Сунетре Шастри. Свадьбу отпраздновали дважды: сначала в секрете от всех в Нью-Йорке в ресторане «Русская чайная», а неделю спустя заказали за 10 тысяч фунтов зал на 80 персон в ресторане роскошного лондонского отеля «Савой». У супружеской пары есть двое детей — сын Бен и дочь Лили. С 2014 года Роуэн состоит в отношениях с Луиз Форд, которая в декабре 2017 года родила ему третьего ребёнка.
Старший брат Роуэна Родни Аткинсон (род. в 1948) — известный английский экономист, политик и публицист.

## Карьера
Карьера Аткинсона в качестве актёра началась в 1978 году, когда Роуэн стал ведущим, сценаристом и основным актёром радиошоу The Atkinson People.
Он с детства страдал заиканием, но это не помешало актёру добиться успеха: он сумел представить дефект речи как часть своего индивидуального творческого стиля; кроме того, по словам Аткинсона, когда он играет роль, заикание оставляет его.
В 1990 году стартовал показ телесериала «Мистер Бин», после главной роли в котором Аткинсон прославился на весь мир. Сериал пользовался огромной популярностью, одна серия собирала около телевизоров в среднем 20 миллионов человек. Роуэн играл в нём с 1990 по 1995 год, а затем в отдельных эпизодах в 2007 и 2015 годах. В 1997 году вышел полнометражный фильм «Мистер Бин», а в 2007 году его продолжение — «Мистер Бин на отдыхе».
В 2012 году он участвовал в открытии Олимпийских игр в Лондоне в роли Мистера Бина, который играл на синтезаторе (Korg M3) под аккомпанемент Лондонского симфонического оркестра под управлением сэра Саймона Рэттла, исполнявшего саундтрек из фильма «Огненные колесницы». В 2018 году в интервью Classic FM Аткинсон признался, что в действительности на открытии звучала фонограмма, а не живой оркестр, поскольку музыканты опасались повредить дорогостоящие инструменты.

## Увлечения, хобби

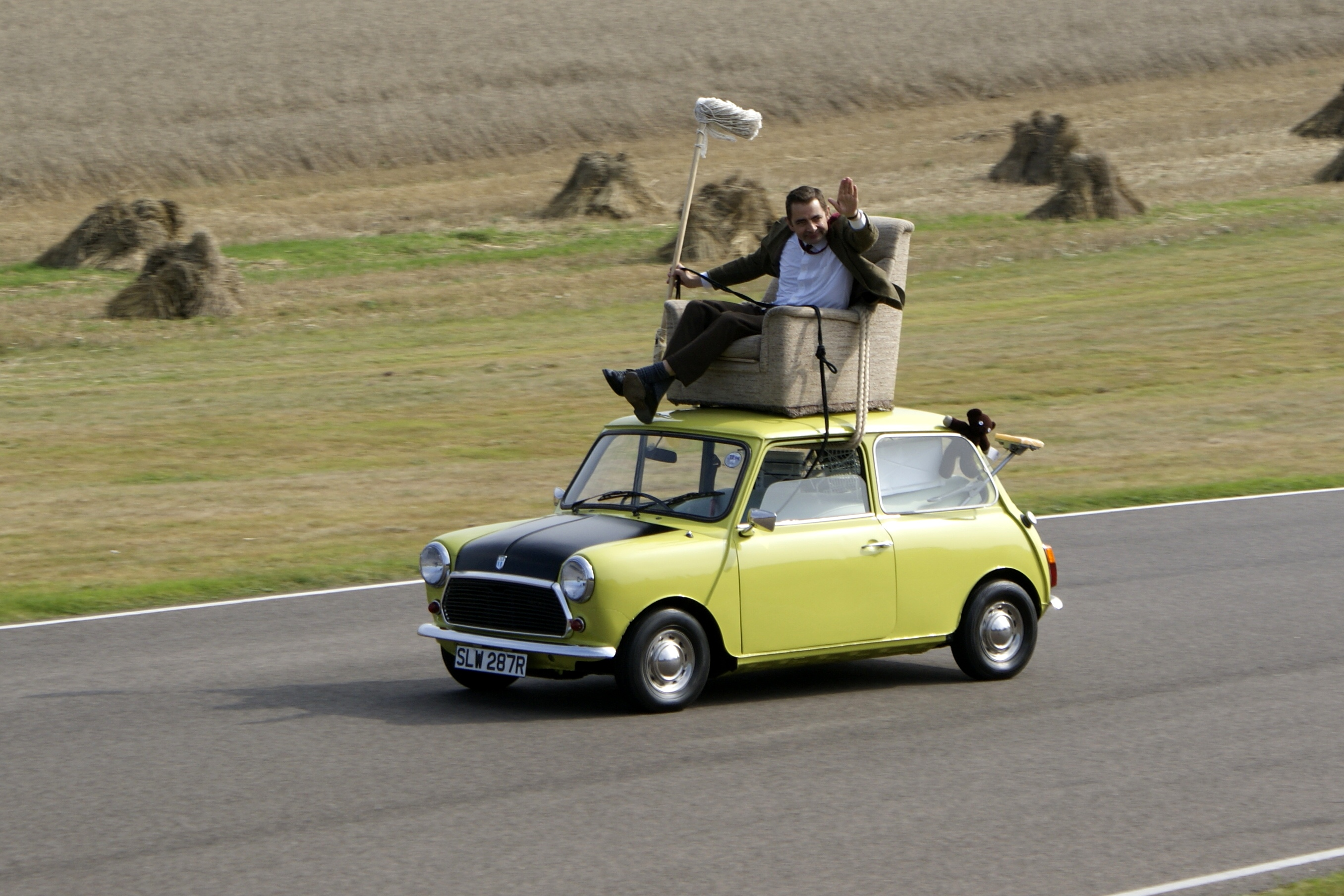
Роуэн Аткинсон повторяет известную сцену из сериала о Мистере Бине на Goodwood Circuit в 2009 году

Машина мистера Бина: персонаж Роуэна Аткинсона ездит на лимонном Mini 1000 Mark 4, выпущенном фабрикой British Leyland в 1970 году. В реальной жизни актёр Роуэн Аткинсон известен как страстный коллекционер спортивных автомобилей. Он также регулярно пишет статьи в профессиональных автомобильных журналах, в 17 сезоне был гостем телепрограммы Top Gear (Сезон 17 / Эпизод 4).
В коллекцию Аткинсона в разное время входили:
- Aston Martin DB7 Vantage
- Aston Martin V8 Zagato
- Audi A8
- Ford Falcon
- Honda Civic Hybrid
- Honda NSX
- McLaren F1 — на этой машине Роуэн побывал в аварии в 1999 году (был полностью разрушен капот). Ремонт машины ценой в £650 000 обошёлся около £100 000[13][14]. 4 августа 2011 года Аткинсон с этой же машиной снова попал в аварию. В этот раз машина получила более серьёзные повреждения, сам актёр же отделался лёгкой травмой плеча[15]. Автомобиль более года ремонтировали в мастерских McLaren в Уокинге в графстве Суррей. В итоге, ремонт обошёлся страховой компании более чем в £910 000, что превзошло стоимость машины при покупке в 1997 году.
- Morgan Aeromax[укр.]*
- олдтаймер Morris Traveller, на котором он регулярно катается по территории своей виллы в Оксфордшире.
- Renault 5 Turbo
- Mercedes-Benz W100
- Jaguar Mark VII — 1952 года выпуска[16].
- Mercedes SLS AMG[17].

Актёр также имеет права на вождение грузовых автомобилей и автопоездов.

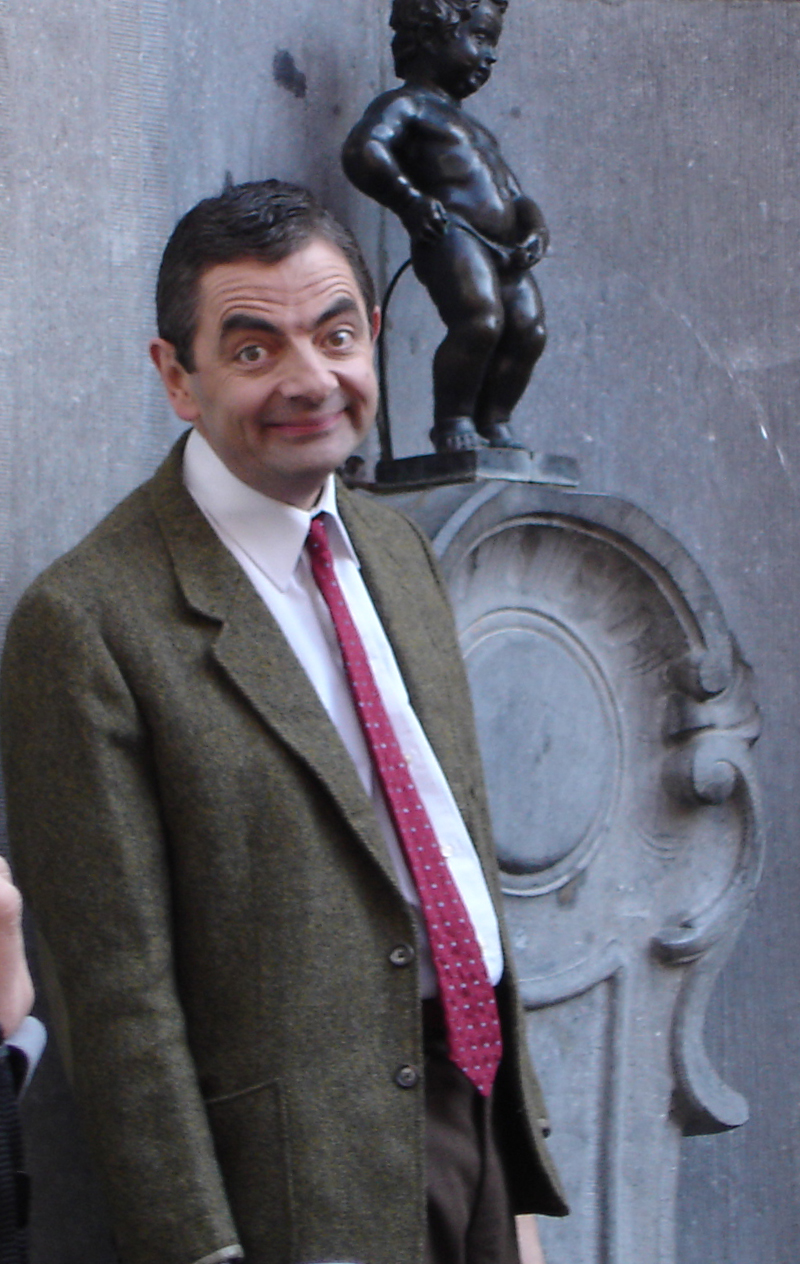
Роуэн Аткинсон в роли Мистера Бина

## Фильмография
| Год       |     | Русское название                         | Оригинальное название                   | Роль                           |
| --------- | --- | ---------------------------------------- | --------------------------------------- | ------------------------------ |
| 1979      | кор | Консервированный смех                    | Canned Laughter                         | Роберт Бокс / Дэйв Перри       |
| 1979—1982 | с   | Не девятичасовые новости                 | Not the Nine O'Clock News               | разные роли                    |
| 1983      | ф   | Мёртвое время                            | Dead on Time                            | Бернард Фрипп                  |
| 1983      | ф   | Никогда не говори «никогда»              | Never Say Never Again                   | Найджел Смолл-Фосетт           |
| 1983—1989 | с   | Чёрная Гадюка                            | Blackadder                              | Эдмунд, герцог Эдинбургский    |
| 1988      | кор | Свидание Дэнниса Дженнингса              | The Appointments of Dennis Jennings     | доктор Шунер                   |
| 1989      | ф   | Верзила                                  | The Tall Guy                            | Рон Андерсон                   |
| 1990      | ф   | Ведьмы                                   | The Witches                             | мистер Стрингер                |
| 1990—1995 | с   | Мистер Бин                               | Mr. Bean                                | мистер Бин                     |
| 1993      | ф   | Горячие головы! Часть вторая             | Hot Shots! Part Deux                    | Декстер Хэймэн                 |
| 1994      | ф   | Четыре свадьбы и одни похороны           | Four Weddings and a Funeral             | отец Джеральд                  |
| 1994      | мф  | Король Лев                               | The Lion King                           | Зазу                           |
| 1995—1996 | с   | Тонкая голубая линия                     | The Thin Blue Line                      | инспектор Рэймонд Фаулер       |
| 1997      | ф   | Мистер Бин                               | Bean                                    | мистер Бин                     |
| 1999      | кор | Доктор Кто и проклятие неизбежной смерти | Doctor Who and the Curse of Fatal Death | Доктор                         |
| 2000      | ф   | Всё возможно, детка                      | Maybe Baby                              | мистер Джеймс                  |
| 2001      | ф   | Крысиные бега                            | Rat Race                                | Энрико Поллини                 |
| 2002      | ф   | Скуби-Ду                                 | Scooby-Doo                              | Эмиль Мондавариус              |
| 2002—2003 | мс  | Мистер Бин: Анимационные серии           | Mr. Bean: The Animated Series           | мистер Бин, озвучка            |
| 2003      | ф   | Агент Джонни Инглиш                      | Johnny English                          | Джонни Инглиш                  |
| 2003      | ф   | Реальная любовь                          | Love Actually                           | Руфус                          |
| 2005      | кор | Человек-паучник                          | Spider-Plant Man                        | Питер Пайпер / Человек-паучник |
| 2005      | ф   | Молчи в тряпочку                         | Keeping Mum                             | Уолтер Гудфеллоу               |
| 2007      | ф   | Мистер Бин на отдыхе                     | Mr. Bean's Holiday                      | мистер Бин                     |
| 2011      | ф   | Агент Джонни Инглиш: Перезагрузка        | Johnny English: Reborn                  | Джонни Инглиш                  |
| 2016—2017 | с   | Мегрэ                                    | Maigret                                 | комиссар Жюль Мегрэ            |
| 2018      | ф   | Агент Джонни Инглиш 3.0                  | Johnny English 3                        | Джонни Инглиш                  |
| 2022      | с   | Человек против пчелы                     | Man Vs Bee                              | Тревор                         |
| 2023      | ф   | Вонка                                    | Wonka                                   | Священник                      |

## Роли в театре
| Год  | Название               | Роль   | Примечания                           |
| ---- | ---------------------- | ------ | ------------------------------------ |
| 1979 | Тайный полицейский бал |        |                                      |
| 1988 | Чих и другие истории   |        | По семи коротким пьесам А. П. Чехова |
| 2009 | Оливер!                | Феджин | мюзикл                               |
| 2013 | Условия Куотермейна    |        |                                      |